# Phytobia kallima
Phytobia kallima är en tvåvingeart som beskrevs av Frost 1936. Phytobia kallima ingår i släktet Phytobia och familjen minerarflugor.
Artens utbredningsområde är Panama. Inga underarter finns listade i Catalogue of Life.